# Premio Municipal de Literatura de la Ciudad de Buenos Aires
El Premio Municipal de Literatura de la Ciudad de Buenos Aires es un reconocimiento organizado por el Programa Concursos y Premios del Ministerio de Cultura de la Ciudad de Buenos Aires, cuyo objetivo es estimular la producción artística mediante la organización de concursos de literatura, teatro y música. Este galardón cuenta con más de un siglo de historia, y es la continuación de los Premios Municipales creados en 1919 por medio de la Ordenanza del 28 de noviembre de ese año. Junto al Premio Nacional de Letras de Argentina son los más prestigiosos de la Argentina.
Los Premios Municipales otorgan una compensación monetaria a los ganadores, que varía según el puesto obtenido: el primer premio recibe una cantidad mayor que el segundo y el tercero. Además, los ganadores del primer premio obtienen un subsidio vitalicio que originalmente fue pensado para asegurar un monto para la supervivencia y la creación de escritores y artistas. Hasta 1958, en el rubro prosa se premiaba a los géneros cuento, novela y ensayo. A partir de 1959 se independizó el rubro "ensayo", el cual entre 1977 y 1979 se llamó "prosa no imaginativa". A partir de 1978 el premio dejó de ser anual para ser bianual. En 1980, el género prosa se termina de dividir en los rubros "Novela" y "Cuento". 
En 1920, la poeta Alfonsina Storni fue la primera en recibir este reconocimiento por su poemario "Languidez". Desde entonces, han sido muchos los autores y artistas reconocidos con este premio, entre ellos Jorge Luis Borges, Adolfo Bioy Casares, Ernesto Sabato, Roberto Arlt, Raúl González Tuñón, Leopoldo Marechal, Silvina Ocampo, Rodolfo Walsh, Abelardo Castillo, David Viñas y Alejandra Pizarnik. Por ejemplo, Manuel Gálvez obtuvo el primer premio en 1920 por su novela Nacha Regules, mientras que Borges ganó un segundo premio en 1928 por El idioma de los argentinos (el ganador fue Roberto Gache, por París. Glosario argentino). González Tuñón, obtiene el segundo lugar en 1928 con su libro de poesía Miércoles de cenizas. Asimismo, en 1929, Arlt obtuvo el tercer puesto por su obra "Los siete locos". Leopoldo Marechal obtiene el primer puesto en 1929 con su poemario Odas para el hombre y la mujer. En 1935, Francisco Luis Bernárdez obtiene también el primer premio con el poemario El Buque. Adolfo Bioy Casares obtiene el primer premio por La invención de Morel en 1941, Ernesto Sabato lo obtuvo en 1945 con su primer libro de ensayo, Uno y el Universo. David Viñas en 1955, obtuvo el primer puesto por su primera novela Cayó sobre su rostro. Silvina Ocampo lo recibió en dos ocasiones en 1945, por Espacios métricos y en 1953 por Los nombres. Carlos Gorostiza obtiene el primer premio por su novela Los cuartos oscuros en 1976. Abelardo Castillo lo ganó con la novela El que tiene sed, en 1985.
Entre los escritores galardonados con el Premio Municipal de Literatura de la ciudad de Buenos Aires en diferentes categorías y años también se encuentran Héctor Olivera Lavié por El caminante en 1921; Jorge Max Rohde, por Estudios literarios, en 1922; Pedro Miguel Obligado, por el poemario El ala de la sombra, en 1922; Elías Castelnuovo con Tinieblas, en 1924; Ernesto Morales, por Leyendas Guaraníes, en 1926; Baldomero Fernández Moreno, con el poemario El hijo, también en 1926; Anibal Ponce, por La Vejez de Sarmiento, en 1927 Nicolás Olivari por El gato escaldado, en 1929; Eugenio Julio Iglesias, por el poemario Ruta de soledad en 1931; en el mismo año, Alfonso Corti con François Villon el primer premio en 1931, y segundo es para El hombre que esta solo y espera de Raúl Scalabrini Ortiz; Enrique Larreta por El Linyera, en 1933; Ulises Petit de Murat, por Las Islas, en 1935; Ernesto Palacio por El espíritu y la letra, en 1936; Norah Lange, por Cuadernos de Infancia, en 1937; Eduardo Mallea, por Nocturno europeo, en 1938; César Femández Moreno, por Gallo ciego, en 1940; María Granata, por Umbral de tierra, en 1942; Manuel Peyrou, por los cuentos de La espada dormida en 1945; María Elena Walsh, por Otoño imperdonable, recibió el segundo premio en 1947; Sylvia Poletti, quien obtuvo el premio en 1962 con su obra Gente conmigo; Sara Gallardo por Los galgos, los galgos, en 1969; María Esther de Miguel, por Espejos y daguerrotipos, en 1978; Joaquín O. Giannuzzi, por Principios de incertidumbre, en 1980; Antonio Dal Masetto, por Fuego a discreción, en 1983; Andrés Rivera, el segundo puesto en 1985 por En esta dulce tierra; Sylvia Iparraguirre por En el invierno de las ciudades, en 1986; Liliana Heker, por Zona de Clivaje, en 1987; Rodolfo Rabanal, por La vida brillante, en 1988; Juan Carlos Martini por La construcción del héroe, en 1989; Vicente Battista por El final de la calle, en 1990; Ana María Shua, en 1995 con su cuento Miedo en el sur; Tamara Kamenszain, por La edad de la poesía, en 1996; Guillermo Saccomanno por La indiferencia del mundo, en 1997; Eduardo Gudiño Kieffer en 1998; Leopoldo Brizuela, en 1999 con su obra Una fábula; Gustavo Nielsen, por los relatos Marvin en 2004; y más recientemente, Santiago Sylvester, por El reloj biológico, en 2008; Álvaro Abós, por Kriminal tango en 2012. Sergio Enzo Bizzio por su obra Aiwa y Horacio Daniel Convertini por su obra Los que están afuera. 
Entre los últimos ganadores del primer puesto se encuentran: Carlos Aletto, Hernán Ronsino, María Negroni, Esther Cross y Daniel Guebel.

### Ganadores del rubro poesía (1920-act.)
1920
1° Alfonsina Storni, por Languidez
2° Héctor Pedro Blomberg, por A la deriva
3° Alfredo Bufano, por Canciones de mi casa
1921  
1° Pedro Miguel Obligado, por El ala de la sombra
2° Fernán Félix de Amador, por El Ópalo escondido
3° Rafael de Diego, por La Sombra
1922  
1° Arturo Vázquez Cey, por Aguas serenas
2° Ernesto Mario Barreda, por El himno de mi trabajo
3° Ricardo Gutiérrez, por La ciudad en ruinas
1923  
1° Fernán Félix de Amador, por La copa de David
2° Conrado Nalé Roxlo, por El grillo
3° Luis L. Franco, por El libro del gay vivir
1924  
1° Arturo Marasso, por Poemas y coloquios
2° Enrique Méndez Calzada, por Nuevas devociones
3° Fermín Estrella Gutiérrez, por El cántaro de plata
1925  
1° B.Fernández Moreno, por Aldea española
2° Horacio Rega Molina, por La víspera del buen humor
3° Francisco Luis Bernárdez, por Alcándara
1926  
1° Rafael Alberto Arrieta, por Estío Serrano
2° Miguel A. Camino, por Chaquiras
3° C. Córdova Iturburu, por La danza de la luna
1927  
1° Ezequiel Martínez Estrada, por Argentina
2° Tomás Allende Iragorri, por Transfiguración
3° Horacio A. Schiavo, por Aventura
1928  
1° Rafael Jijena Sánchez, por Achalay
2° Raúl González Tuñón, por Miércoles de ceniza
3° Miguel Alfredo D´Elía, por Caminos ilesos
1929  
1° Leopoldo Marechal, por Odas para el hombre y la mujer
2° Pedro Juan Vignale, por Canciones para los niños olvidados
3° Nicolás Olivari, por El gato escaldado
1930  
1° César Tiempo, por Libro para la pausa del sábado
2° Marcos Victoria, por Las voces
3° Ricardo E. Molinari, por Panegírico de Nuestra Señora de Luján
1931  
1° Eugenio Julio Iglesias, por Ruta y soledad
2° Augusto González Castro, por En el amor del viento
3° Manuel Alcobre, por Poemas de media estación
1932  
1° Eduardo Keller Sarmiento, por Poemas para el ángel
2° Alfredo Brandán Caraffa, por Aviones
3° Enrique González Trillo y Luis Ortíz Behety, por Tierra Sud
1933  
1° Ricardo E. Molinari, por Hostería de la rosa y el clavel
2° Roberto Ledesma, por Transfiguras
3° José González Carbalho, por Cantados
1934  
1° Amado Villar, por Marimorena
2° María Julia Gigena, por La flor en el agua
3° María Esther Rega Molina de Méndez Caldeira, por Retablo
1935  
1° Francisco Luis Bernárdez, por El buque
2° Ulises Petit de Murat, por Las islas
3° José Portogalo, por Tumulto
1936  
1º Luis Cané, por Romance del Río de la Plata
2º Elías Cárpena, por Romancero de don Pedro Echague
3º Juan O. Fuscaldo, por Pájaro de fuego
1937  
1º Carlos Mastronardi, por Conocimiento de la noche
2º Antonio Pérez Valiente de Moctezuma, por Mar Mitológico
3º María de Villarino, por Tiempo de angustia
1938
1º Margarita Abella Caprile, por 50 poesías
2º Juan Oscar Ponferrada, por Flor mitológica
3º Javier Villafañe, por Coplas, Poemas y canciones
1939
1º Arturo Cambours Ocampo, por Poemas para la vigilia del hombre
2º Alberto Franco, por El tañedor
3º Santiago Ganduglia, por Antigüedad de Los Andes
1940
1º César Fernández Moreno, por Gallo Ciego
2º Julia Prilutzky Farny, por Intervalo
3º Juan Rodolfo Wilcock, por Libro de poemas y canciones
1941
No se entregaron
1942
1° Vicente Barbieri, por La columna y el viento
2º María Granata, por Umbral de tierra
3° Silvina Ocampo, por Enumeración de la patria
1943
1° José M. Castiñeira de Dios, por Del ímpetu dichoso
2º Juan G. Ferreyra Basso, por El mineral. El árbol. El caballo
3° Miguel Angel Gómez, por Tierra melancólica
1944
1° León Benarós, por El rostro inmarcesible
2º Osvaldo Horacio Dondo, por Espacio enamorado
3° Roberto Paine, por Evangelina del Sur
1945
1° Miguel D. Etchebarne, por Lejanía
2º César Rosales, por Después del olvido
3° Salvador Merlino, por Copla
1946  
1° Mario Binetti, por La lumbre dormida
2° Héctor Villanueva, por El libro de los nombres perdidos
3° Enrique Molina (h), por Pasiones terrestres
1947  
1° Guillermo Etchebehere, por La semilla del viento
2° María Elena Walsh, por Otoño imperdonable
3° Martín Alberto Boneo, por El laberinto
1948  
1° Enrique Lavié, por Memoria de mi soledad
2° Nicolás Cócaro, por De cara al viento
3° María Luisa Rubertino, por Rostro distante
1949-1952
No se entregaron
1953  
1° Miguel A. Etcheverrigaray, por El canto y el reino
1954-56  
Alberto Girri, por Examen de nuestra causa
1957  
1° Osvaldo Horacio Dondo, por Oda menor a la poesía
2° Amelia Biagioni, por La llave
3° Antonio Vázquez Escalante, por Distancia al trasluz
Obra Inédita: Carmen Blanco Amores, por Torre de silencio
1958  
1° Juan Carlos Lamadrid, por Hombre sumado
2° Alfredo Martínez Howard, por La Heredad
3° Héctor Yanover, por Elegía y gloria
Obra Inédita César Magrini, por Relato del sobreviviente
1959  
1° Luis Franco, por Constelación
2° Carlos Alberto Merlino, por Ser y canto
3° Horacio Esteban Ratti, por Descubrimiento del cielo
Obra Inédita José Isaacson, por Amor y amar
1960  
1° César Rosales, por Vengo a dar testimonio
2° Guilermo Orce Remis, por En la luz perdida
3° José Isaacson, por Amor y amar
Obra Inédita Joaquín G. Giannuzi, por Contemporáneo del mundo
1961  
1° Enrique Molina, por Amantes antípodas
2° Pedro César Malvigne, por Llanto por Luisa
3° Juan José Ceselli, por Violín María
Obra Inédita David Martinez, por Resplandor del olvido
1962  
1° Olga Orozco, por Los Juegos peligrosos
2° Jorge Vocos Lescano, por Y Dios dirá después
3° Oscar Hermes Villordo, por Teníamos la luz
Obra Inédita Juan José Ceselli, por El paraíso desenterrado
1963  
1° José Isaacson, por Elogio de la poesía
2° Osvaldo Rossler, por Hombre interior
3° Luis Alberto Ruiz, por El linaje de los años
Carlos Alberto Débole, por (Comp.) Canto al Paraná
Obra Inédita Jorge de Obieta, por Hermano tiniebla
1964  
1° Horacio Esteban Ratti, por En el color de la palabra
2° Julio Nicolás de Vedia, por El hombre geométrico
3° Horacio Clemente, por El ojo
Obra Inédita Julio Arístides, por El existente
1965  
1° Alejandra Pizarnik, por Los trabajos y las noches
2° Jorge Calvetti, por Imágenes y conversiones
3° Fulvio Milano, por Intemperie
Obra Inédita Francisco Tomat Guido, por El caduceo
1966  
1° María Alicia Dominguez, por Las muchas aguas
2° Carlos A. Velazco, por El trashumante
3° Elizabeth Azcona Cranwell, por De los opuestos
Obra Inédita María Esther Vazquez, por Noviembre y el ángel
1967  
1° Amelia Biagioni, por El humo
2° Miguel Angel Bustos, por Visión de los hijos del mal
3° Magdalena Harriague, por Pruebas en descargo
Obra Inédita Leopoldo José Bartolomé, por Tapiz
1968  
1° Osvaldo Rossler, por Oficio de tinieblas
2° Lysandro Z. D. Galtier, por Penumbra lúcida
3° Adolfo de Obieta, por Genealogía solar
Obra Inédita Nelly Candegabe, por El abandono de los nombres
1969  
1° David Martinez, por El exilio en el mundo
2° Carlos Alberto Debole, por Memorias del futuro
3° Horacio Salas, por La corrupción
Obra Inédita Maria I. Orlando, por Poemas
1970  
1° Léon Benarós, por Memorias ardientes
2° Guillermo Whitelow, por De la materia de los sueños
3° Angel Leiva, por Los cuerpos gloriosos
Obra Inédita Rodolfo Godino, por La mirada presente
1971  
1° Rubén Vela, por La palabra en armas
2° Carlos Latorre, por La vida a muerte
3° Julio Arístides, por Estar y ser
Obra Inédita Alicia Dellepiane Rawson, por El signo de las cosas
1972  
1° Antonio Nella Castro, por Baguala solamente
2° Gustavo García Saraví, por Libro de quejas
3° Alberto C. Blasetti, por Ecuación con alondras
Obra Inédita Oscar Corbacho, por Orden del día
1973  
1° Carlos Latorre, por Campo de operaciones
2° José R. Destéfano, por El esplendor de las tinieblas
3° Francisco Tomat Guido, por Bitácora secreta
Obra Inédita Héctor Dante Cinccotta, por El testimonio de los días
1974  
Declarado desierto
Obra Inédita Elida Manselli Garcia, por Torcaza
1975  
1° Sigfrido Radaelli, por Tiempo sombrío
2° Perla Rotzait, por La Seducción
3° Carlos Federico Gorbea, por En el activo puente
Obra Inédita Sara Irene Gruss, por Lejos de la palabra
1976  
1° Juan José Ceselli, por La Selva 4040
2° Julio Arístides, por Canto es existencia
3° Nelly Candegabe, por El libro de las noches y los alumbramientos
Obra Inédita Lucía A. Zucarelli de Sampietro, por La Pregunta
1977  
1° Ulyses Petit de Murat, por Agonías de la memoria
2° Joaquín O. Gianuzzi, por Señales de una causa personal
3° Héctor Miguel Angeli, por La giba de plata
Obra Inédita Orlando Punzi, por La rosa de cristal
1978-79  
1° Horacio Armani, por Recreos del tiempo
2° Oscar Hermes Villordo, por Con sombras de palabras
3° Edgar F. Podestá, por Retratos de una sombra
Obra Inédita Nélida Salvador, por Tomar distancia
1980-81  
1° Joaquín O. Giannuzzi, por Principios de incertidumbre
2° Rodolfo Modern, por En blanco y negro
3° Luis Ricardo Furlan, por Guitarra sola
Obra Inédita Clara Fernández Moreno, por El día de la vida
Obra Inédita - Mención Juan Bautista Acri, por El canto de ceniza
1982-83  
1° Angel O. Bonomini Torres, por Para el silencio
2° María Victoria Súarez, por La casa de Heráclito
3° María Angélica Molinari (Kato Molinari), por Miradas y peregrinaciones
Obra Inédita Enrique H. Puccia, por Itinerarios y regresos
Obra Inédita - Mención M. Esther de la Peña Luque, por El sabor del tiempo
1984-85  
1° Horacio Salas, por Cuestiones personales
2° Elizabeth Azcona Cranwell, por El Mandato
3° María Rosa Lojo, por Visiones
Obra Inédita Guillermo Orce Remis, por A través de la oscuridad
Obra Inédita - Mención Jorge A. Madrazo, por Cuerpo textual
1986-87  
1° Antonio Requeni, por Línea de sombra
2° Jorge Ariel Madrazo, por Cuerpo textual
3° Antonio Aliberti, por Cuartos contiguos
Obra Inédita Máximo Simpson, por La casa y otros poemas
Obra Inédita - Mención Daniel Enrique Chiron, por El reino y la intemperie
1988-89  
1° Atilio J. Castelpoggi, por El exilio de mis personajes
2° Héctor Yánover, por Otros poemas
3° Paulina S. Vinderman, por Rojo junio
Obra Inédita Antonio Aliberti, por La mujer que llegó al amanecer
Obra Inédita - Mención Mariano L. Rocca, por Dicen
1990-91  
1° Alfredo A. De Cicco, por Del viaje
2° María Rosa Lojo, por Forma oculta del mundo
3° Ruth Fernández, por Hombre de todos los soles
Obra Inédita Miguel Espejo, por La brújula rota
Obra Édita -Mención Amadeo Gravino, por Soledad/es
Obra Édita -Mención Roberto Díaz Umbral, por De otoño
Obra Inédita - Mención María del C. Suárez, por Línea de fuga
Obra Inédita - Mención Luis Benítez, por Guerra del tiempo
1992-93  
1° Raúl Vera Ocampo, por Álbum de cámara
2° Diana E. Bellesi, por El jardín
3° Alicia Genovese, por Anónima
Obra Inédita Francisco Madariaga, por Criollo del universo
Obra Édita -Mención Rafael Alberto Vazquez, por Cercos de la memoria
Obra Inédita - Mención Palmira Adelina Lo Bué, por Universo
1994-95  
1° Arturo Héctor Carrera, por La banda oscura de Alejandro
2° Juan Manuel Siccardi (Seud. Gianni Sicardi), por Fragmentos
3° Juan Jovino García, por Cactus con flores amarillas
Obra Inédita Susana B. Swarc, por Brea y humo
Obra Édita - Mención Enrique Gustavo Solinas, por Signos oscuros
1996-97  
1° Santiago E. Kovadloff, por Hombre de la tarde
2° Juana A. Bignozzi, por Partida de las grandes líneas
3° Susana Tosso, por Delgadísima hebra
Obra Inédita Jorge Andrés Paita, por Eros en Amazonia
Obra Édita - Mención Guillermo O. Lombardía, por El juego insensato
Obra Inédita - Mención Esteban E. Kirk Moore, por Instantáneas de fin de siglo
1998-99  
1° Marcos Silber, por Suma poética
2° Paulina Vinderman, por Bulgaria
3° Manuel Fernando Sanchez Zinny, por Segunda poesía
Obra Inédita Leopoldo Castilla, por Nunca
Obra Édita -Mención Carlos O. Barbarito, por La luz y alguna cosa
Obra Inédita - Mención Patricia G. Gonzalez, por La memoria es un grito en todas partes
2000-01  
1° Juan Jovino García (Seud. Juan García Gayo), por Blue lines
2° Julio César Salgado, por Trampa natura
3° Willy Gastón Bouillón, por Horizonte de suceso
Obra Inédita Santiago E. Sylvester, por Calles
Obra Édita - Mención Roberto Aníbal Glorioso, por Música de guerra
Obra Édita -Mención Lola Arias, por Las impúdicas en el paraíso
Obra Inédita - Mención Elena S. Eyheremendy, por Diálogos del funámbulo
2002-03  
1° Paulina S. Vinderman, por El muelle
2° María R. Maldonado Martinez, por El zumbido de Dios
3° Patricia M. Severin, por Poemas con bichos
Obra Inédita Manuel Bendersky, por Cuanta sangre cabe dentro de un caballo
Obra Édita -Mención Ricardo A. Rubio, por El color con que atardece
Obra Inédita -Mención Débora Perla Sneh, por Bíblicos mundanos escondidos
2004-05  
1° Osvaldo Svanascini, por Habitar un relámpago
2° Susana Villalva, por Plegarias
3° Delia Pasini, por Parábola de ciegos
Obra Édita - Mención María Lucrecia Romera, por Cuerpo presente
Obra Inédita Laura Beatriz Yasan, por Ripio
Obra Inédita - Mención Yady Maria Hemao (Sepulveda), por Biografía de los caballos tristes
2006-07  
1° Héctor Miguel Angeli, por Frutas sobre la mesa
2° Leonardo Ramón Martínez, por Las tierras naturales
3° Eduardo Antonio Mileo, por Poemas del sin trabajo
Obra Édita – Mención Martín Andrade, por A la deriva
Obra Inédita Mónica Liliana Sifrim, por El mal menor
Obra Inédita - Mención Hugo Oscar Balducci, por Prosa del crimen
2008-09  
1° Eugenio Juan Mandrini, por Conejos en la nieve
2° Jorge Alejandro Boccanera, por Palma real
3° María Negroni, por La boca del infierno
Obra Édita -Mención María Amelia Díaz, por La dama de noche y otras sombras
Obra Inédita Julio César Salgado, por Doble cielo
Obra Inédita - Mención Hugo Oscar Balducci, por La rosa de los vientos
2010-11  
1° Leonardo Ramón Martinez, por Los ojos de lo fugaz
2° María Celia Mascheroni, por El cansancio de los hijos
3° Enrique Roberto Bossero , por Celebración de la noche
Obra Édita - Mención Luis Ernesto Benítez, por Manhattan song cinco poemas occidentales
2012-13  
1° Andi Nachon
2° Silvia Noemí Álvarez
3° María Casiraghi
Obra Inédita Silvina López Medin
2010-11  
Obra Inédita Marta Silvia Braier, por El Vuelo
Obra Inédita - Mención Alfredo Celestino, por Palacio blues de la elegida
2014-15  
1° Mario Sampaolesi
2° Celia Fischer
3° Rubén Balseiro
Obra Inédita María Negroni
2016-17  
1° Fernando Sanchez Sorondo
2° César Bisso
3° Melissa Bendersky
Obra Inédita Eduardo Antonio Mileo
Obra Inédita - Mención María Cristina Flores
2018-19  
1° Javier Galarza
2° María Malusardi
3° Graciela Perosio
Obra Édita: mención Rivelli

### Ganadores del rubro Prosa: Cuento, novela y ensayo (1920-1979)
1920  
1° Manuel Gálvez, por Nacha Regules
2° Jorge Max Rohde, por Estudios literarios
3° Alfredo A. Bianchi, por Teatro nacional
1921  
1° Héctor Olivera Lavié, por El caminante
2° Carlos Alberto Leuman, por Adriana Zumarán
3° Ismael Bucich Escobar, por Buenos Aires, ciudad
1922  
1° Arturo Cancela, por Tres relatos porteños
2° Víctor Juan Guillot, por Historias sin importancia
3° Delfina Bunge De Galvez, por Las imágenes del infinito
1923  
1° Arturo Capdevila, por Del libre albedrío
2° Alejandro Castineiras, por El alma de Rusia
3° Elías Castelnuovo, por Tinieblas
1924  
1° Roberto F. Giusti, por Crítica y polémica
2° B. Gonzalez Arrili, por La Venus calchaquí
3° Pablo Rojas Paz, por Paisajes y meditaciones
1925  
1° Víctor Juan Guillot, por El alma en el pozo
2° Ernesto Morales, por Leyendas guaraníes
3° Julio Aramburu, por Jujuy
1926  
1° Nicolás Coronado, por Nuevas críticas negativas
2° José Gabriel, por Vindicación de las artes
3° Alvaro Yunque, por Barcos de papel
1927  
1° Aníbal Ponce, por La vejez de Sarmiento
2° Alvaro Melián Lafinur, por Las nietas de Cleopatra
3° Leónidas Barletta, por Royal circo
1928  
1° Roberto Gache, por París, glosario argentino
2° Jorge Luis Borges, por El Idioma de los argentinos
3° Enrique González Tuñón, por La rueda del molino mal pintado
1929  
1° Sara De Etcheverts, por El constructor del silencio
2° Carlos B. Quiroga, por La Imagen noroéstica
3° Roberto Arlt, por Los Siete Locos
1930  
1° Enrique Méndez Calzada, por Pro y contra
2° Carmelo M. Bonet, por Escolios y reflexiones sobre ética literaria
3° Julio Fingerit, por Realismo
1931  
1° Alfonso Corti, por Francois Villon
2° Raúl Scalabrini Ortíz, por El hombre que está solo y espera
3° María Antonieta Centrone, por Momentos
1932  
1° Eduardo Acevedo Díaz, por Ramón Hazaña
2° Roberto Mariani, por En la penumbra
3° Ramón Doll, por Reconocimientos
1933  
1° Ignacio B. Anzoátegui, por Georgina Arnhem y yo
2° Guillermo F. Elordi David Ximénz, por Ciudadano desconocido
3° Sixto Pondal Ríos, por Amanecer sobre las ruinas
1934  
1° Enrique Corbellini, por Cántico y forma
2° José Martínez Jerez, por Adán en la cordillera
3° Enrique Anderson Imbert, por Vigilia
1935  
1° Eduardo Mallea, por Nocturno europeo
2° Fernando Gilardi, por La Mañana
3° Max Dickman, por Madre América
1936  
José María Monner Sans, por El teatro de Pirandello
Ernesto Palacio, por El espíritu y la letra
Lorenzo A. Stanchina, por Endemoniados
1937
Carlos Alberto Erro, por Diálogo existencial
Julio Irazusta, por Actores y espectadores
Norah Lange, por Cuadernos de infancia
1938
Armando Cascella, por La cuadrilla volante
Bruno Jacovella, por Confortantes y prodigiosas aventuras del poeta J.E. Malanik
Luis Emilio Soto, por Crítica y estimación
1939
Luis Maria Albamonte, por La paloma de la puñalada
Augusto Mario Delfino, por Fin de siglo
Homero H. Guglielmini, por Temas existenciales
1940
Adolfo Bioy Casares, por La Invención De Morel
Guillermo Guerrero Estrella, por Donde se empina la Cruz de Sur
Enrique Wernicke, por Hans Grillo
1941
No se entregaron
1942
Abelardo Arias, por Álamos talados
Sigfrido A. Radaelli, por Ejercicios
Isidoro Sagües, por Banco Inglés
1943
Sylvina Bullrich Palenque, por La redoma del primer ángel
Pilar De Lusarreta, por Cinco dandys porteños
Manuel Mujica Láinez, por Vida de Aniceto El Gallo
1944
Arturo Cerretani, por El Bruto
Héctor I. Eandi, por Hombres capaces
Manuel Peyrou, por La Espada Dormida
1945
Ernesto Sabato, por Uno y el universo
Estela Canto, por El Muro de mármol
Nené Devoy, por En un rincón de La Boca
1946  
1° Julio Ellena de la Sota, por Persecución de Gladys
2° José Luis Lanuza, por Morenada
3° Atilio García Mellid, por Caudillos y montoneras en la historia
1947  
1° Hipólito J. Paz, por El abismo
2° José María Estrada, por La vida y el tiempo
3° Lisandro Alonso, por La vuelta de Oscar Wilde
1948  
1° Alberto A. Iglesias, por Tierra de hombres
2° Juan Carlos Ghiano, por Cervantes novelista
3° Francisco J. Muñoz Aspiri, por La tierra embarcada
1949-1952
1953
1° Rodolfo J. Walsh, por Variaciones en rojo
1954-56
Carlos Mastronardi, por Valéry o la infinidad del método
H. A. Murena, por El pecado original de América
Boris David Viñas (Comp.), por Cayó sobre su rostro
Luisa Mercedes Levinson (Comp.), por Concierto de mí
1957  
1° Bernardo Bervitsky, por Villa Miseria también es América
2° Gloria Alcorta, por El hotel de la Luna
3° Javier Villafañe, por Historias de pájaros
Obra Inédita Fernando Asuar Rico, por El amor, la lógica y un paraguas
1958  
1 °C. Córdova Iturburu, por Pintura argentina del siglo XX
2° Orlando Leo Sala, por Judas pide una lágrima
3° Susana Tasca, por Laura por la voz
Obra Inédita Marta Elena Groussac, por Observación de poetas
argentinos
1959  
1° Luisa Mercedez Levinson, por La pálida rosa del Soho
2° Fernando Luisa De Elizalde, por El camino
3° María Luisa Morete, por La red
Obra Inédita Declarado desierto
1960  
1° Augusto Roa Bastos, por Hijo de hombre
2° Marcos Victoria, por María Rosa en primavera
3° María Angelíca Bosco, por La trampa
Obra Inédita Carlos A. Velazco, por Buenos Aires, tu, él y yo
1961  
1° Silvina Bullrich, por Un momento muy largo
2° Jorgelina Loubet, por La breve curva
3° Rodrigo Bonome, por Los extinguidos días
Obra Inédita Juan Pinto, por El girasol rojo
1962  
1° Martín Alberto Noel, por La chilena
2° Syria Poletti, por Gente conmigo
3° Adela Grondona, por El antepasado
Obra Inédita Miguel Esteva Sáenz, por Para contar
1963  
1° Carlos Antonio Velazco, por El hombre viejo
2° Mario Luis Descotte, por La última vuelta del trompo
3° Sara Gallardo, por Pantalones Azules
Obra Inédita Rosa Franco, por Juicio para dos
1964  
1° Abelardo Arias, por Límite de clase
2° Harold Conti, por Todos los veranos
3° Pedro Orgambide, por Memorias de un hombre de bien
Obra Inédita Amalia Sánchez Sívori, por El experimento
1965  
1° Juan José Hernández, por El inocente
2° María Esther De Miguel, por Los que comimos a Solís
3° Atols Tapia, por El amargo azúcar de las cañas
Obra Inédita Martha Di Matteo, por Homenaje tardío
1966  
1° José Blanco Amor, por La misión
2° Iverna Codina, por La enlutada
3° Carlos A Mazzanti, por La cordillera del viento
Obra Inédita Carlos Arturo Orfeo, por Los cascabeles del bufón
1967  
Syria Poleti, por Historias en rojo
Alicia Jurado (Comp.), por En soledad vivía
Olga Orozco, por La oscuridad es otro sol
Elvira Orphee (Comp.), por Aire tan dulce
3° Humberto Constantini, por Una vieja historia de caminantes
Obra Inédita María E. Rodulfo ; E. Marlene De Vries (Coau.) La pareja
1968  
1° Sara Gallardo, por Los galgos, los galgos
2° Jorge Calvetti, por El miedo inmortal
3° Alberto Rodriguez Muñoz, por El grifo
Obra Inédita Esther De Izaguirre, por Yo soy el tiempo
1969  
1° Elvira Orphée, por En el fondo
2° Juan Jacobo Bajarlía, por Historias de monstruos
3° Amalia Sánchez Sívori, por La ciudad de zinc
Obra Inédita Mirta Arlt, por Danza de la vida brava
1970
1° Marta Lynch, por Cuentos de colores
2° Humberto Costantini, por Háblenme de Funes
3° Abel Posse, por Los bogavantes
Obra Inédita Elizabeth Azcona Cranwell, por La sustitución
1971  
1° Ricardo Rey Beckford, por El informante
2° Ignacio Xurxo, por Cuentos
3° Oscar Hermes Villordo, por Consultorio sentimental
Obra Inédita Andrés Balla, por Silencio en la selva
1972
1° José Bianco, por La pérdida del reino
2° Angel Bonomini, por Las novicias de Lerma
3° Gerardo Pisarello, por La poca gente
Obra Inédita Declarado desierto
1973  
1° Enrique Molina, por Una sombra donde sueña Camila O´Gorman
2° Roger Plá, por Intemperie
3° Héctor Lastra, por La boca de la ballena
Obra Inédita María M. Lorenzo Alcalá, por Cuentos cortos y cortísimos
1974  
Fernando Elizalde, por La acera Invisible
Jorgelina Loubet, por La victoria
2° Isidoro Blaisten, por El mago
3° Alfredo Insúa, por Hombres a la cal viva
Obra Inédita Juan Cicco, por Irene, la última vez
1975  
1° Alfredo Pippig, por Moradas 50
2° María Angélica Bosco, por Cartas de mujeres
3° Marío (Pacho) O`Donnell, por La seducción de la hija del portero
Obra Inédita Susana Peralta, por En el umbral
1976  
1° Carlos Gorostiza, por Los Cuartos Oscuros
2° Fernando Sorrentino, por El mejor de los mundos posibles
3° Elías Cárpena, por El potrillo corinto
Obra Inédita Raúl Martín Borchardt, por Breves melancolías
1977  
1° Amalia Sánchez De Sívori, por Orejitas de repollo
2° Lily Franco, por Los cirqueros
3° Rodolfo Modern, por Sostenido por bemoles
Obra Inédita Aldo Oscar Tibaudin, por La bolsa de los colores
1978-79  
1° María Esther de Miguel, por Espejos y daguerrotipos
2° Bernado Kordon, por Adíos Pampa mía
3° Cora Cané, por La obsesión y otros cuentos
Obra Inédita Libertad Demitrópulos, por Río de las congojas

### Ganadores del rubro ensayo (1959-act.)
1959  
1° Alfredo L. de la Guardia, por El verdadero Byron
2° José Edmundo Clemente, por Los temas esenciales de la
literatura
3° González Climent, por Argentina sin América
Obra Inédita Rosa Franco, por Origen de lo erótico en la poesía femenina americana
1960  
1° Jaime Alcalay Clásicos, por Modernos
2° Alberto María Salas, por Crónica florida del mestizaje de las indias
3° Carlos Villafuerte, por Siete estampas catamarqueñas
Obra Inédita Sigfrido Radaelli, por El hombre y la historia
1961  
1° H. A. Murena, por Homo atomicus
2° José Luis Muñoz Aspiri, por Capricho italiano
3° Clarisa Muniagurria Minoli, por Viaje hacia el sol
Obra Inédita Julio Arístides, por La palabra y el tiempo
1962  
1° Abelardo Arias Ubicación, por De la escultura argentina en el siglo XX
2° José S. Campobassi, por Sarmiento y Mitre, Hombres de Mayo y Caseros
3° Jorge Cruz, por Samuel Eichelbaum
Obra Inédita Adolfo Fernández de Obieta, por Teoría y realización de la universalidad
1963  
1° Enrique Williams Alzaga, por Dos revoluciones
2° Eduardo S. Calamaro, por La comunidad argentina
3° Irma Cairoli Eulalia Ares, por Revolucionaria y gobernadora
Obra Inédita Sara Strassberg, por Vigencia de Alejandro Korn
1964  
1° Angel Mazzei, por Estudios de poesía
2° Noémi Vergara De Bietti, por Mujeres de Francia
3° Raúl Mario Rosarivo, por Historia general del libro impreso
Obra Inédita Carlos Antonio Velazco, por La ciudad inmigrante
1965  
1° Angel J. Battistessa, por El poeta en su poema
2° Lysandro Z. D. Galtier, por La traducción
3° Domingo Casadevall, por La evolución de la argentina vista por el teatro nacional
Obra Inédita Juan Nasio, por Sentimiento y pensamiento en la obra de Lugones
1966  
1° Osvaldo Loudet, por Médicos argentinos
2° Jorge Cruz, por Genio y figura de Florencio Sánchez
3° Haydée M. Jofré Barroso, por De la magia y por la leyenda
Obra Inédita Alicia Dujovne Ortiz, por Rimbaud, un cazador espiritual
1967  
1° Patricio Gannon, por En los pasos de Pausanias
2° Osvaldo Rossler, por Buenos Aires dos por cuatro
3° Miguel Angel Speroni, por La vida cotidiana en la URSS actual
Obra Inédita Alberto Oscar Blassi, por Güiraldes y Larbaud
1968  
1° Raúl Héctor Castagnino, por Literatura dramática argentina
2° Miguel Angel Speroni, por El bora y los gendarmes
3° Julieta Gómez Paz, por El poema y su mundo
Obra Inédita Mario Luis Descotte, por Porqué la poesía y su presencia
1969  
1° José Isaacson, por El poeta en la sociedad de masas
2° Rodolfo E. Modern, por La literatura alemana del siglo XX
3° Delfín Leocadio Garasa, por Los géneros literarios
Obra Inédita Declarado desierto
1970  
1° Miguel Angel Speroni, por Maquiavelo
2° Arturo Cambours Ocampo, por Lenguaje y creación
3° David G. Rubinstein, por Hombres, tecnología ycambios
Obra Inédita Declarado Desierto
1971  
1° Alicia Jurado, por Vida y obra de W. H. Hudson
2° Marcos Victoria, por El cine y el teléfono
3° Miguel E. Dolan, por Noticia dorsal
Obra Inédita María Del C. L. De Amaya, por El ambiente de Roberto Payró
1972  
1° Rubén H. Zorrilla, por Extracción social de los caudillos
2° Haydée M. Jofre Barroso, por Genio y figura de G. E. Hudson
3° Pola Suárez Urtubey A. Ginastera, por En 5 movimientos
Obra Inédita Horacio Chavez Paz, por El libro no está solo
1973  
1° Delfín Leocadio Garasa, por Literatura y sociología
2° Raúl L. Carman, por De la fauna bonaerense
3° Fernando J. Flores, por Rebelión juvenil
Obra Inédita Enrique Espinosa, por El Castellano y Babel
1974  
1° Thomas M. Simpson, por Dios, el mamboretá y la mosca
2° Francisco H. Uzal, por El fusilado de Caseros, la gloria trágica de M. Chilavert
3° Odín Fleitas, por El gato y las tibiezas
Obra Inédita Rodrigo Bonome, por Esencias y modos de la creación pictórica
1975  
1° Gregorio Weimberg Mariano Fragueiro, por Pensador olvidado
2° David Martínez Enrique Banchs, por Poeta del sentimiento humano
3° Luis Jorge Jalfen, por Ideología y filosofía
Obra Inédita Declarado desierto
1976  
1° Osvaldo Rossler, por Convergencias
2° Juan Carlos Merlo, por La literatura infantil y su problemática
3° María Hortencia Lacau, por Tiempo y vida de Conrado Nalé Roxlo
Obra Inédita Declarado desierto
1977 (No Imaginativa)
1° German J. Bidart Campos, por Las élites políticas
2° Olga F. Latour De Botas, por Prehistoria de Martín Fierro
3° Marcos Aguinis Brown
Obra Inédita Declarado Desierto
1978-79 (No Imaginativa)
1° León Mirlas, por Artaud y el teatro moderno
2° Erwin F. Rubens, por Perfil humano de San Martín
3° Luis F. Iglesias, por Didáctica de la libre expresión
Obra Inédita Declarado desierto
1980-81  
1° Alberto M. Salas, por Diario de Buenos Aires 1806-1807
2° León Ostrov, por Verdad y caricatura del psicoanálisis
3° Hebe Noemí Campanella, por Valle Inclán: materia y forma del esperpento
Obra Inédita Julieta Gómez Paz, por Poetas argentinos contemporáneos
1982-98  
1° Ruth H. Tiscornia, por La Política económica rioplatense de mediados del siglo XVIII
2° Raúl Laragione (Raúl Larra), por Etcétera
3° Angela B. Amores De Pagella, por Motivaciones del teatro argentino en el siglo XX
Obra Inédita Lucía Z. De Sampietro, por La narrativa de Eduardo Mallea
1984-85  
1° Fernando Fallik (Seud. Gyulla Kosice), por Entrevisiones
2° Rodolfo Alonso, por No hay escritor inocente
3° Héctor Villanueva, por Vida y pasión del Río de la Plata
Obra Inédita Roberto S. Harari, por Discurrir el psicoanálisis
Obra Inédita - Mención Alicia M. Z. De Rodriguez, por Juana María Gorriti, una
precursora de nuestra novela
1986-87  
1° Bernardo E. Koremblit, por Coherencia de la paradoja
2° Fernando Leónidas Sabsay, Roberto Etchepareborda (Coaut), por El estado liberal democrático
3° León Tenenbaum Buenos Aires, por Un museo al aire libre
Obra Inédita Eduardo Calamaro, por Pensar al país
Obra Édita - Mención Luis A. Alposta, por El tango en Japón
Obra Inédita -Mención Juan Carlos Dido, por La fábula de la literatura argentina
1988-89  
1° Nicólas Cócaro, Emilio Cócaro (Coaut.), por Florida
2° Abelardo L. Castillo, por Las palabras y los días
3° Jorge Oscar Pickenhayn, por Trayectoria de un gran poeta
Obra Inédita Luis Ricardo Furlan, por Papeles del `50
Obra Inédita - Mención Sergio G. Cechetto, por La declinación del discurso
filosófico
1990-91  
1° Noemí Ulla, por Identidad rioplatense - 1930 – La escritura coloquial
2° Cristina Piña, por Alejandra Pizarnik
3° Juan Carlos Martini Real, por Notas sobre el padre en Facundo
Obra Inédita Omar Borré, por Roberto Arlt, un itinerario de la crítica
Obra Édita -Mención Zulema Mirkin, por Raúl González Tuñon: cronista, rebelde y mago
Obra Inédita -Mención Lily Franco, por Los cirqueros de la legua
1992-93  
1° Graciela Irma Scheines, por Las metáforas del fracaso
2° María C.Fernandez García Cozzi (Seud. María Cristina Barragán), por Vladimir Navokov, La realidad entre comillas
3° Beatriz Seibel, por Historia del circo
Obra Inédita Héctor Daniel Dei, por Poder y libertad en la sociedad posmoderna
1994-95  
1° Rodolfo E. Modern, por Literatura y teatro alemanes
2° Cecilia Absatz, por Mujeres peligrosas
3° Alicia I. Bugallo, por De dioses, pensadores y ecologistas
Obra Inédita Claudio Eduardo Martyniuk, por Museo del nihilista
1996-97  
1° David Susel, por Paul Valery o Una poética pitagórica
2° Pedro I. Gdansky Orgambide, por Un puritano en el burdel
3° Jose I. Shliapochmik (Seud. José P. Shafer), por Los puentes de Cortázar
Obra Inédita Mercedes M. Elichondo, por Celebraciones tradicionales en América Latina
Obra Édita - Mención Hugo Francisco Bauzá, por El mito del héroe, ensayo acerca de la vida heroica
1998-99  
1° Nicolas Antonio Casullo, por Modernidad y cultura crítica
2° Gerardo Mario Goloboff, por Julio Cortazar - La Biografía
3° Alvaro Feredico Abos, por Delitos ejemplares
Obra Inédita Rodolfo Alonso, por La voz sin amo
Obra Édita -Mención María Gabriela Mizraje, por Argentina de Rosas a Perón
Obra Inédita -Mención Elena Adriana Bossi, por Las formas de la muerte
2000-01  
1° Daniel Eduardo Feierstein, por Seis estudios sobre genocidio
2° Alvaro Federico Abos, por Al pie de la letra
3° Leda Nery Valladares, por Cantando las raíces
Obra Inédita Declarado desierto
Obra Édita -Mención Elena Adriana Bossi, por Leer poesía, leer la muerte
2002-03  
1° Elba C. Mantegari German Burmeister, por La institucionalización científica
2° Angela Lucia Di Tullio, por Políticas lingüísticas e inmigración
3° Ana M. Rodriguez Francia, por La disolución en la obra de Alejandra Pizarnik
Obra Inédita Beatriz Elena Curia, por El primer novelista argentino
Obra Édita - Mención Aurora Alonso de Rocha, por Tristes chicas alegres
Obra Inédita - Mención Paula Graciela Bruno, por Paul Groussac
2004-05  
1° Álvaro Federico Abos, por Xul Solar: pintor del misterio
2° Luis Alposta, por Mosaicos porteños
3° Declarado Desierto
Obra Inédita María Matilde Lorenzo Alcala (May Lorenzo Alcala), por El margen de la vanguardia
2006-07  
1° Diego Luis Bentivegna, por Paisaje oblicuo
2° Rocco Carbone, por Imperio de las obsesiones
3° Mario Enrique Salvador Gallina, por Querida Lolita
Obra Édita - Mención Celina Alicia Del Valle Garay, por Mitografias del cuerpo
Obra Inédita Beatriz Isabel Isoldi, por El pacto secreto
Obra Inédita – Mención Susana Nelly Romano Sued (Susana Romano Sued) , por El dilema de la traducción
2008-09  
1° Ricardo A. Straface, por Osvaldo Lamborghini: una biografía
2° Manuel Fernando Sanchez Zinny, por El periodismo en el Virreinato del Río de la Plata
3° Daniel Héctor Calmels, por La discapacidad del héroe
Obra Édita - Mención Héctor José Freire, por El cine en su laberinto,
literatura, pintura, sociedad
Obra Inédita María Graciela Maturo, por Elogio del poetizar
Obra Inédita -Mención Norma Mafalda Cantatore, por Tiahuamaco, una ciudad arcaica
2010-11  
1° Alicia Genovese, por Leer poesía: lo leve, lo grave, lo opaco
2° Ángela María Pradelli, por La búsqueda del lenguaje: experiencias de transmisión
3° María Negroni, por Pequeño mundo ilustrado
Obra Édita - Mención Carmen Desideria Ortiz, por Cortázar el mago
Obra Inédita Marcelo Reinaldo Damiani, por Ficciones argentinas
2012-13  
1° Carlos Aletto, por Julio Cortázar: Diálogo para una poética
2° Silvio Mattoni
3° Esteban Moore
Obra Inédita Martha J. Barbato
2014-15  
1° María Negroni
2° Ángela Pradelli
3° Susana Boéchat
Obra Édita -Mención Juan Forn
Obra Inédita Gisela Vanesa Mancuso
2016-17  
1° Declarado Desierto
2° Eugenia Cabral
3° Beatriz Isoldi
Obra Édita - Mención Paula Margules
Obra Inédita - Mención Claudia A. Forgione
2018-19  
1° Juan José Burz
2° Declarado desierto
3° Declarado desierto
Obra Édita - Mención Carlos O. Antognazzi
Obra Édita - Mención Ricardo Rey Beckford

### Ganadores del rubro Novela (1980-act.)
1980-81
1° Martha Mercader, por Juanamanuela mucha mujer
2° Laura R. Del Castillo Borrasca, por En las clepsidras
3° Ana María Schoua, por Soy paciente
Obra Inédita Declarado Desierto
1982-88
1° María Angélica Bosco, por La muerte viene de afuera
2° Antonio Dal Masetto, por Fuego a discreción
3° Silvia Plager, por Prohibido despertar
1982-91
Novela Obra Inédita Declarado
1984-85
1° Abelardo Castillo, por El que tiene sed
2° Andrés Rivera, por En esta dulce tierra
3° Ricardo Feierstein, por Sinfonía inocente
Obra Inédita Declarado desierto
Obra Édita. Mención Francisco J. Rodriguez, por Pero antes que se acabe
Obra Inédita - Mención Eugenia G. De Rotzait, por Duerme: no sabe que ha muerto
1986-87
1° Liliana M. Heker, por Zona De Clivaje
2° Paulina B. Movsichoff Zabala, por Las Fábulas Del Viento
3° Adolfo A. R. Colombres, por Territorio Final
Obra Inédita Raúl Urtizberea, por Los Fakires
Obra Édita - Mención Jorge Torres Zabaleta El Primer Viaje
Obra Inédita - Mención Luisa Débora Peluffo, por De Árbol Tonto Y Manos Vacías
1988-89
1° Juan C. Martini, por La construcción del héroe
2° Juan Donatuoni, por Carne de cañón
3° Enriqueta García Yurrebaso (Seud. Enriqueta Muñiz), por Emeciano en el umbral
Obra Inédita Josefína Del Pilar Trebucq, por Primera sangre
Obra Inédita -Mención María M. Insausti, por La música viene del sur
1990-91
1° Antonio Dal Masseto, por Oscuramente fuerte es la vida
2° Daniel Guebel, por La perla del Emperador
3° Héctor Sandro, por Las del Edén
Obra Inédita Marcelo Intilli, por Teatro de sombras
1992-93
1° Rodolfo Rabanal, por La vida brillante
2° Guillermo Martínez, por Acerca de Roderer
3° Alberto Laiseca, por El jardín de las máquinas parlantes
Obra Inédita Ricardo Miguel Kunis, por Una última cena
1994-95
1° Eduardo Gudiño Kieffer, por El príncipe de los lirios
2° Juan Forn, por Frivolidad
3° Irma Irene Verolín, por El puño del tiempo
Obra Inédita Marcelo David Caruso Brull
1996-97
1° Ana María Schoua, por La muerte como efectos secundario
2° Héctor Lastra, por Fredi
3° Roberto Schopflorcher, por Extraños negocios
Obra Inédita Adrián Desiderato, por El equipo de José nunca existió
Obra Édita - Mención Jorge R. Torres Zavaleta, por El verano del sol quieto
1998-99
1° Ines Fernández Moreno, por La última vez que mate a mi madre
2° Leopoldo Diego Brizuela, por Inglaterra, una fábula
3° Elena Cabrejas, por Algo habrán hecho
Obra Inédita Carlos Ernesto Chernov, por El desalmado
Obra Édita - Mención María Negroni, por El sueño de Úrsula
Obra Inédita - Mención Leopoldo Castilla, por El arcángel
2000-01
1° Julio Antonio Llinas, por Circus
2° Rodolfo Enrique Fogwill, por La experiencia sensible
3° Jorge Accame Segovia, por O de la poesía
Obra Inédita Luisa D. Peluffo, por Nadie baila el tango
2002-03
1° Emilio J. Paolantonio, por Ceniza de orquídeas
2° Walter Iannelli, por Sanpaku
3° Angela Pradelli, por Turdera
Obra Inédita Mauro A. Peverelli, por La noche quieta
Obra Édita - Mención Santiago R. Romano, por El loco Mestre
Obra Édita - Mención Daniel C. Tevini, por La noche más polar
2004-05
1° Gustavo Alejandro Ferreyra, por Vértice
2° José Gabriel Ceballos, por Víspera negra
3° Angela María Pradelli, por El lugar del padre
Obra Édita - Mención Loria Pampillo, por Pegamento
Obra Inédita Declarado Desierto
2006-07
1° Perla Lila Iagupski (Perla Suez), por Trilogía de Entre Ríos
2° Horacio Félix Herrera, por El apocado
3° Jorge Gerardo Consiglio, por Gramática de la sombra
Obra Inédita Susana Lidia Aguad, por Lo que no fue
Obra Inédita - Mención María Jimena Néspolo, por Leonarda
2008-09
1° Sergio Bizzio, por Aiwa
2° Alina Vladimir Diaconú (En Arte: Alina Diaconú), por Avatar
3° Hernán Ramón Ronsino, por Glaxo
Obra Édita - Mención Raúl Alberto García Luna, por El asesino piadoso
Obra Inédita José Gabriel Ceballos, por En la resaca
Obra Inédita - Mención Yuri Doudchitzky Ramos mercenario
2010-11
1° Jorge Gerardo Consiglio, por Pequeñas intenciones
2° Gabriel Roberto Bellomo El médano
3° María Eugenia Almeida, por La pieza del fondo
Obra Édita - Mención Hugo Martín Salas, por Los restos mortales
Obra Inédita Liliana Beatriz Allami, por El verbo justo
Obra Inédita - Mención Agustín Maria Palmeiro, por 74 Días
2012-13
1° Marcelo Constant
2° Julián López
3° Daniel Sorin
Obra Édita - Mención Camilo Sánchez
Obra Inédita María Fasce
2014-15
1° José María Gómez
2° Oliverio Coelho
3° Beatriz Isoldi
Obra Inédita Rosario Moreno
2016-17
1° Daniel Guebel
2° María Sonia Cristoff
3° Mariana Travacio
Obra Édita - Mención Eduardo Rubinschik
Obra Inédita Maximiliano Costagliola
2018-19
1° Hernán Ronsino
2° Hugo Salas
3° Gabriel Bellomo
Obra Édita - Mención Carlos O. Antognazzi

### Ganadores del rubro Cuento (1980-act.)
1980-81
1° María Esther Vazquez, por Invenciones sentimentales
2° Hellén E. Ferro, por Dos mujeres y un hereje
3° Ana María Torres, por ¿Qué le hicieron?
Obra Inédita Carlos A. Begue, por Oscuro tesoro de la muerte
1982-83
1° Bernardo Kordon, por Historia de sobrevivientes
2° Abelardo Castillo, por El cruce del Aqueronte
3° Jorge Masciángioli, por Atmósfera terrestre
Obra Inédita Roberto E. Anglade, por La canción del siniestro eremita
Obra Édita Mención Aída Noemí Ulla, por Ciudades
Obra Inédita -Mención Beatriz Celina Doallo, por El hombre que buscaba muérdago
1984-85
1° Juan José Manauta, por Disparos en la calle
2° Manuel A. Dominguez, por La columna
3° Eduardo Stilman, por Jugar a ciegas
Obra Inédita Silvia Iparraguirre, por La noche del ángel
Obra Édita Mención Germán Cáceres (Seud. Fernando A. Panelas) Los pintores mueren del corazón
Obra Inédita - Mención Norberto M. Espinosa, por Tripas adentro
1986-87
1° Isidoro Blaisten, por Carroza y reina
2° Antonio Dal Masetto, por Ni perros ni gatos
3° Marta Liliana Nos, por La Silla
Obra Inédita Eduardo Stilman, por Cerrar podrá tus ojos y otros cuentos
Obra Édita -Mención Álvaro Federico Abós, por De mala muerte
Obra Inédita -Mención Susana S. Silvestre, por Un ángel en la galería del sol
1988-89
1° Ernesto Schoo, por Coches negros, caballos blancos
2° Ricardo J. Mariño, por Silbidos en el cielo
3° Silvia Francis Korn, por Más Amalias de las que se puede tolerar
Obra Inédita Vicente O. Battista, por Como absolutamente nada en el mundo
Obra Inédita - Mención Silvia B. Silberstein, por La calle queda tan cerca
1990-91
1° Liliana Díaz Mindurry, por La estancia del Sur
2° Guillermo Saccomano, por Bajo bandera
3° Chornogubky, Emilio (Emilio Matei), por El padre del sepulturero
Obra Inédita Susana Silvestre, por Una siesta de verano
1992-93
1° Enrique Medina, por Deuda de honor
2° Inés Fernández Moreno, por La vida en la cornisa
3° José María A. Borghello, por La salida y otros encierros
Obra Inédita Raúl Brasca, por Las aguas madres
1994-95
1° Ana María Schua, por El tigre gente
2° Fernando Hugo Sorrentino, por El rigor de las desdichas
3° Juan José Delaney, por Tréboles del sur
Obra Inédita Guillermo Saccomanno, por La indiferencia del mundo
1996-97
1° Inés Fernández Moreno, por Un amor de agua
2° Adolfo Pérez Zelaschi, por Cien cuentos para cien días
3° María Ines Legarreta, por Su segundo deseo
Obra Inédita Miguel A. Loreti, por Buena música italiana
Obra Édita - Mención Miguel A. Sottolano, por La buena fortuna
1998-99
1° Alicia Steimberg, por Vidas y vueltas
2° Zulema Leonor Kociancich, por Cuando leas esta carta
3° Juan Vicente R. Sabia, por El jardín desnudo
Obra Inédita Gustavo Enrique Nielsen, por Marvin
Obra Édita -Mención Lucia S. Laragione, por Tratado universal de monstruos
Obra Inédita -Mención Gloria Pampillo, por Tejuelas
2000-01
1° Edgardo Cozarinsky, por La novia de Odessa
2° Liliana Mabel Heker, por La crueldad de la vida
3° Ricardo H. Gutierrez (Seud. Ricardo Rojas Ayrala), por Miniaturas Quilmes
Obra Inédita Declarado desierto
Obra Édita - Mención Hernán Alejandro Torrado, por Después de Babel
2002-03
1° Jorge E. Accame, por Cumbia
2° Aníbal H. Ford Von Halle (Seud. Aníbal Ford), por Oxidación
3° Aída Noemí Ulla, por Juego de prendas y los dos corales
Obra Inédita María Inés Legarreta, por La dama habló
Obra Édita - Mención Roberto D. Barcellona, por La vida inmediata
Obra Inédita - Mención Carlos A. Lopez, por Calor de hogar
2004-05
1° María Laura Massolo, por La otra piedad
2° Pedro Eduardo Lipcovich, por Muñecos chicos
3° Esther Mariana Cross, por Kavanagh
Obra Édita - Mención Beatriz Isoldi, por Paisaje de la batalla
Obra Inédita Agustina Maria Bazterrica, por La mecánica de lo absurdo
Obra Inédita - Mención Marina Porcelli, por Cuentos de la noche rota
2006-07
1° Vlady Kociancich, por La ronda de los jinetes muertos
2° Alejandra Alicia Laurencich, por Historias de mujeres oscuras
3° María De Los Ángeles Fasce, por A nadie le gusta la soledad
Obra Édita - Mención Enrique Gustavo Solinas, por La muerte y su conversación
Obra Inédita Elvira Teresa Hernandorena, por Secuestro de persona
Obra Inédita - Mención Walter Enrique Iannelli, por Metano
2008-09
1° Horacio Convertini, por Los que están afuera
2° Jorge Consiglio, por El otro lado
3° Juan José Burzi, por Un dios demasiado pequeño
Obra Édita - Mención Alberto Daniel Kaplan, por Historias con cristianos, judíos e incrédulos
Obra Inédita Declarado desierto
2010-11
1° Pedro Eduardo Lipcovich, por Unas polillas
2° Daniel Horacio Diez, por Brevario de furias
3° Noemí Irma Brown, por …Basta un botón
Obra Édita – Laura Calvo, por La más grande, la más oscura
Obra Inédita Miguel Angel Aldo Sardegna, por Cenizas y otros cuentos
Obra Inédita - Mención Paula Gabriela Margules, por El día que se suspendió el fin del mundo - 12 cuentos para leer de pie
2012-13
1° Virgina C. Gallardo
2° Liliana Allami
3° Edgardo Juárez
Obra Inédita María Fasce
2014-15
1° Emmanuel Lorenzo
2° Sebastián Grimberg
3° Marco Andrés Quelas
Obra Inédita Esther Cross
Obra Inédita - Mención Virginia Gallardo
2016-17
1° Fernando Garriga
2° Juan José Burzi
3° Noemí Brown
Obra Édita - Mención Natalia Kohen
Obra Inédita Marcelo G. Burello
2018-19
1° Declarado Desierto
2° Mariana Travacio
3° Irma Carbi